# Accacladocoelium serpentulum
Accacladocoelium serpentulum är en plattmaskart. Accacladocoelium serpentulum ingår i släktet Accacladocoelium och familjen Accacoeliidae. Inga underarter finns listade i Catalogue of Life.